# Seznam zemí, ve kterých je ruština úřední jazyk

Mapka zemí, kde je ruština úředním jazykem nebo je široce užívána:
státy a oblasti kde je ruština oficiální jazyk
státy a oblasti kde je ruština hodně rozšířený jazyk

Ruština má status úředního jazyka v několika zemích a regionech Evropy a Asie a v několika světových organizacích. V některých (především postsovětských) zemích sice nemá tento oficiální status, ale je de facto důležitým druhým jazykem země. Následuje přehled.

## Ruština jako oficiální jazyk
Ruština je úředním jazykem v těchto zemích:
1. Bělorusko, jeden ze dvou státních jazyků[1]
2. Kazachstán, druhý jazyk[2]
3. Kyrgyzstán, druhý jazyk[3]
4. Rusko, státní jazyk
5. Tádžikistán, jazyk pro mezietnickou komunikaci[4]

## Mezinárodně částečně uznané státy
Ruština je úředním jazykem ve dvou mezinárodně částečně uznaných státech:
1. Abcházie, druhý jazyk[5]
2. Jižní Osetie, druhý jazyk[6]

## Regiony
Ruština je též úředním jazykem v těchto regionech:
1. 2 oblasti Moldavska
  - autonomní oblast Gagauzsko
  - separatistická republika Podněstří
2. 8 regionů Ukrajiny a 9 měst[7]:
  - Autonomní republika Krym, jazyk pro mezietnickou komunikaci[8]
  - Dněpropetrovská oblast
  - Doněcká oblast
  - Chersonská oblast
  - Luhanská oblast
  - Nikolajevská oblast
  - Oděská oblast
  - Záporožská oblast
  - město Dnipro
  - město Charkov
  - město Cherson
  - město Krasnyj Luč
  - město Luhansk
  - město Nikolajev
  - město Oděsa
  - město Sevastopol
  - město Záporoží

## Organizace
V následujících organizacích má ruština status úředního jednacího jazyka:
1. Organizace pro bezpečnost a spolupráci v Evropě
2. Organizace Smlouvy o kolektivní bezpečnosti
3. Organizace spojených národů
  - Mezinárodní agentura pro atomovou energii
  - Mezinárodní organizace pro civilní letectví
  - Světová zdravotnická organizace
  - UNESCO
4. Sekretariát Antarktické smlouvy
5. Společenství nezávislých států
  - Euroasijská ekonomická komunita
6. Šanghajská organizace pro spolupráci

## Ruština jako neoficiální druhý jazyk
Ruština je také neoficiálním, přesto značně rozšířeným a důležitým druhým jazykem v těchto zemích:
- Arménie
- Ázerbájdžán
- Estonsko
- Litva
- Lotyšsko
- Moldavsko
- Mongolsko
- Turkmenistán
- velká část z regionů Ukrajiny, kde nemá oficiální status
- Uzbekistán